# WNBA Most Improved Player Award
WNBA Most Improved Player Award – coroczna nagroda żeńskiej ligi koszykówki Women's National Basketball Association (WNBA) przyznawana od 2000 roku zawodniczce, która poczyniła największym postęp w swojej grze.
Laureatka nagrody jest wybierana przez panel złożony z dziennikarzy oraz sprawozdawców sportowych z całych Stanów Zjednoczonych. Każdy z nich oddaje głos na pierwsze, drugie i trzecie miejsce. Pierwsze miejsce otrzymuje pięć punktów, drugie - trzy, trzecie - jeden. Zawodniczka z najwyższą sumą punktów otrzymuje nagrodę.
Żadna za zawodniczek nie zdobyła nagrody więcej niż jeden raz (stan na 2015). W 2004 roku miał miejsce przypadek kiedy to nagrodę otrzymały dwie zawodniczki – Kelly Miller i Wendy Palmer.

## Laureatki
| Rok  | Zawodniczka          | Nar.              | Zespół              |
| ---- | -------------------- | ----------------- | ------------------- |
| 2000 | Tari Phillips        | Stany Zjednoczone | New York Liberty    |
| 2001 | Janeth Arcain        | Brazylia          | Houston Comets      |
| 2002 | Coco Miller          | Stany Zjednoczone | Washington Mystics  |
| 2003 | Michelle Snow        | Stany Zjednoczone | Houston Comets      |
| 2004 | Kelly Miller         | Stany Zjednoczone | Charlotte Sting     |
| 2004 | Wendy Palmer         | Stany Zjednoczone | Connecticut Sun     |
| 2005 | Nicole Powell        | Stany Zjednoczone | Sacramento Monarchs |
| 2006 | Erin Buescher        | Stany Zjednoczone | Sacramento Monarchs |
| 2007 | Janel McCarville     | Stany Zjednoczone | New York Liberty    |
| 2008 | Ebony Hoffman        | Stany Zjednoczone | Indiana Fever       |
| 2009 | Crystal Langhorne    | Stany Zjednoczone | Washington Mystics  |
| 2010 | Leilani Mitchell     | /                 | New York Liberty    |
| 2011 | Kia Vaughn           | Stany Zjednoczone | New York Liberty    |
| 2012 | Kristi Toliver       | Stany Zjednoczone | Los Angeles Sparks  |
| 2013 | Shavonte Zellous     | Stany Zjednoczone | Indiana Fever       |
| 2014 | Skylar Diggins       | Stany Zjednoczone | Tulsa Shock         |
| 2015 | Kelsey Bone          | Stany Zjednoczone | Connecticut Sun     |
| 2016 | Elizabeth Williams   | Stany Zjednoczone | Atlanta Dream       |
| 2017 | Jonquel Jones        | Bahamy            | Connecticut Sun     |
| 2018 | Natasha Howard       | Stany Zjednoczone | Seattle Storm       |
| 2019 | Leilani Mitchell (2) | Australia         | Phoenix Mercury     |
| 2020 | Betnijah Laney       | Stany Zjednoczone | Atlanta Dream       |
| 2021 | Brionna Jones        | Stany Zjednoczone | Connecticut Sun     |
| 2022 | Jackie Young         | Stany Zjednoczone | Las Vegas Aces      |
| 2023 | Satou Sabally        | Niemcy            | Dallas Wings        |